# La Puebla de Valdavia
La Puebla de Valdavia – gmina w Hiszpanii, w prowincji Palencia, w Kastylii i León, o powierzchni 29,5 km². W 2011 roku gmina liczyła 114 mieszkańców.